# 全国請負化推進協議会
一般社団法人全国請負化推進協議会（ぜんこくうけおいかすいしんきょうぎかい、英語: Japan Contract Promotion Consultation）は、「日本には人材派遣は馴染まない」、「使用者と受託者と労働者が共に幸せになるのは請負である」の理念に基づき、2012年4月に株式会社OS総研（アウトソーシング総合研究所）の代表取締役を務める野々垣勝が創設した団体。
会員は主に、派遣先企業と派遣元企業（人材派遣会社）で構成され、共に学び「適正な請負」を目指す団体として設立。2017年1月現在の会員数は、180社。協議会設立以来、「請負化推進セミナー」の継続開催により、“請負化”の全国的普及活動を展開している。

## 活動内容
“派遣から請負へ（転換）”を合言葉に、あらゆる事業の“請負化を推進”して社会貢献に尽力し、全国の派遣先企業や派遣元企業（人材派遣会社）の皆様方を対象に、“適正な請負”を推進致します。
　(1)「全国大会（総会）」
　(2)「地域別分科会（勉強会）」
　(3)「業種別分科会（勉強会）」